# Лаурентину
Лаурентину (порт. Laurentino) — муниципалитет в Бразилии, входит в штат Санта-Катарина. Составная часть мезорегиона Вали-ду-Итажаи. Входит в экономико-статистический  микрорегион Риу-ду-Сул. Население составляет 5606 человек на 2006 год. Занимает площадь 79,506 км². Плотность населения — 70,5 чел./км².

## История
Город основан 12 июня 1962 года.

## Статистика
- Валовой внутренний продукт на 2003 составляет 65 192 927,00 реалов (данные: Бразильский институт географии и статистики).
- Валовой внутренний продукт на душу населения на 2003 составляет 12 169,67 реалов (данные: Бразильский институт географии и статистики).
- Индекс развития человеческого потенциала на 2000 составляет 0,825 (данные: Программа развития ООН).